# 1000-Genome-Projekt
Das 1000-Genome-Projekt ist ein internationales Projekt, in dem – wie im Januar 2008 bekanntgegeben wurde – geplant war, bis Ende 2011 die Genome von rund 2500 Menschen zu sequenzieren, um daraus einen detaillierten Katalog menschlicher genetischer Variationen zu erstellen, inklusive Einzelnukleotid-Polymorphismen, INDELs und strukturelle Variationen wie Kopienzahlvariationen. Dies wäre die bislang bei weitem umfangreichste Erfassung menschlicher Genome. Um dieses Projekt zu realisieren, arbeiteten Institute vieler Länder zusammen, unter anderem in den USA, England, der Volksrepublik China und Deutschland. Die komplette Datenbank wird Wissenschaftlern weltweit kostenlos zur Verfügung gestellt und eine Bereicherung für alle Gebiete der Naturwissenschaften sein.
Im Juni 2008 traten drei Unternehmen, die an der Entwicklung neuer Sequenziertechnologien beteiligt waren, dem Projekt bei.
Im Dezember 2008 wurden die ersten vorläufigen Daten von vier Individuen als Teil eines Pilotprojekts veröffentlicht. Im Oktober 2010 folgte die Publikation von Sequenzdaten ganzer Genome von 185 Individuen im Rahmen des Abschlusses des Pilotprojekts des 1000-Genome-Projekts. Weiterhin erschien im Februar 2011 die Veröffentlichung einer bioinformatischen Analyse von genomischen Strukturvarianten (SVs) –  inkl. Kopienzahlvariantionen (englisch CNVs) –  durch die SV-Analysegruppe des 1000-Genome-Projekts.
Im Oktober 2012 wurde bekannt, dass das Ziel erreicht wurde und die Erbgutdaten von mehr als 1.000 Menschen gelesen und veröffentlicht wurden.